# DT, la misión
DT, la misión es una serie de televisión de comedia argentina-boliviana emitida por El Siete. También se emitió luego en TV Pública y también en RED UNO durante el 2023. En 2024 la serie es incluida en la plataforma Amazon Prime. La trama gira en torno a un conductor de servicios de autos que decide convertirse en director técnico de un club de fútbol. Está protagonizada por Francisco Suárez, Sergio Goycochea, Fabián Vena, Katja Alemann, Luis Ziembrowski, Laura Cymer, Esteban Prol, Federico Nanyo, Candelaria Molfese y Naím Sibara. La serie se estrenó el 6 de mayo de 2023.
El 8 de junio de 2024, la serie fue galardonada con el premio Martín Fierro Federal a la mejor ficción.

## Sinopsis
La serie relata la historia de Abel, un conductor de Uber, que un día es víctima de un accidente automovilístico y en su estado de inconsciencia se le presenta su mayor ídolo futbolístico, quien intenta convencerlo de que su propósito es convertirse en director técnico de fútbol. A partir de esto, Abel se traslada a Mendoza para dirigir las categorías inferiores del Atlético Argentino.

## Elenco
- Francisco Suárez como Abel Moretti
- Sergio Goycochea como Ángel guardián
- Fabián Vena como Claudio «Látigo» Gómez
- Katja Alemann como Victoria
- Luis Ziembrowski como Horacio López
- Laura Cymer como Laura
- Esteban Prol como Kiricocho
- Federico Nanyo como Lalo
- Candelaria Molfese como Jimena
- Naím Sibara como «Bubby»
- Oliver Montoya como Germán
- Victoria Cipriota como Coordinadora
- Juan Pablo Lemos como Fernando
- Darío Aniz
- María José Elmelaj
- Sergio Martínez
- Daniel Gallo Piña
- Gustavo Cano
- Francisco Martín
- Rodrigo Casavalle
- Julián Imazio
- Yasmín Quevedo
- Santino Carbornari
- Joaquín Rosales
- Franco Martínez Rago
- Joaquín Aguilar

## Episodios
| N.º | Título                     | Dirigido por                       | Escrito por                                        | Fecha de lanzamiento original |
| --- | -------------------------- | ---------------------------------- | -------------------------------------------------- | ----------------------------- |
| 1   | «El llamado a la misión»   | Guillermo Moya y Ezequiel Tronconi | Francisco Suárez, Guillermo Moya y Andrés Rapoport | 6 de mayo de 2023             |
| 2   | «La partida»               | Guillermo Moya y Ezequiel Tronconi | Francisco Suárez, Guillermo Moya y Andrés Rapoport | 13 de mayo de 2023            |
| 3   | «Una segunda oportunidad»  | Guillermo Moya y Ezequiel Tronconi | Francisco Suárez, Guillermo Moya y Andrés Rapoport | 20 de mayo de 2023            |
| 4   | «En busca del mufa»        | Guillermo Moya y Ezequiel Tronconi | Francisco Suárez, Guillermo Moya y Andrés Rapoport | 27 de mayo de 2023            |
| 5   | «Bolivia»                  | Guillermo Moya y Ezequiel Tronconi | Francisco Suárez, Guillermo Moya y Andrés Rapoport | 3 de junio de 2023            |
| 6   | «Comienza el cuadrangular» | Guillermo Moya y Ezequiel Tronconi | Francisco Suárez, Guillermo Moya y Andrés Rapoport | 10 de junio de 2023           |
| 7   | «La huida»                 | Guillermo Moya y Ezequiel Tronconi | Francisco Suárez, Guillermo Moya y Andrés Rapoport | 17 de junio de 2023           |
| 8   | «Nuestra misión»           | Guillermo Moya y Ezequiel Tronconi | Francisco Suárez, Guillermo Moya y Andrés Rapoport | 24 de junio de 2023           |

## Producción

### Desarrollo
En marzo del 2022, las productoras Cabruja Films y Buenos Andes Contenidos recibió luz verde para la producción de la serie cuando resultó ser uno de los proyectos ganadores del concurso «Renacer Audiovisual», un programa impulsado por el Ministerio de Cultura y la Secretaría de Medios y Comunicación Pública que posibilitó su financiación y producción con el fin de fomentar la ficción nacional.
La serie inició su rodaje en agosto del 2022 en Guaymallén y luego se trasladaron a Buenos Aires y Bolivia. Francisco Suárez, Juan Pablo Martínez, Walter Gorelik, Federico Nanyo, José Luis Cabruja y Melissa Quintans fueron confirmados como los productores ejecutivos del proyecto. En diciembre de ese año, se presentó el primer tráiler de la serie.

### Estreno
La serie tuvo su preestreno el 2 de diciembre de 2022 durante la proyección del primer episodio en el Espacio Le Parc en Guaymallén, Mendoza. Su estreno oficial en televisión fue el 6 de mayo de 2023 por la señal mendocina Canal 7. Después, tuvo su estreno en la TV Pública y en Bolivia.

## Premios y nominaciones
| Lista de premios y nominaciones | Lista de premios y nominaciones | Lista de premios y nominaciones | Lista de premios y nominaciones | Lista de premios y nominaciones | Lista de premios y nominaciones |
| Año                             | Organización                    | Categoría                       | Nominado/a(s)                   | Resultado                       | Ref(s)                          |
| ------------------------------- | ------------------------------- | ------------------------------- | ------------------------------- | ------------------------------- | ------------------------------- |
| 2024                            | Premios Martín Fierro Federal   | Mejor ficción                   | DT, la misión                   | Ganador                         | [ 14 ]                          |